# Paratomapoderus beninensis
Paratomapoderus beninensis es una especie de coleóptero de la familia Attelabidae.

## Distribución geográfica
Habita en Benín.